# コナー・ケイシー
コナー・ケイシー（Conor Casey 、1981年7月25日 - ）は、アメリカ合衆国・ニューハンプシャー州ドーバー出身の元プロサッカー選手。元サッカーアメリカ合衆国代表。現役時代のポジションはFW。

## 経歴

### クラブ
2000年シドニーオリンピック閉幕後、ドイツに渡りボルシア・ドルトムントと4年契約を結んだ。しかしドルトムントでは出場機会を得られず、レンタル移籍を繰り返した。2004年、出場機会を求め1.FSVマインツ05に移籍。2年半在籍したものの、怪我もあって余り活躍できなかった。
マインツ退団後、カナダのトロントFCに加入。
2007年4月、リリー・オニールとのトレードでコロラド・ラピッズに移籍。コロラドでは中心選手として活躍し、2009シーズンには得点王を獲得したジェフ・カニンガムに次ぐ16ゴールを挙げ、MLSの年間ベストイレブンに選出された。2010シーズンは13ゴール6アシストを達成しMLSカップ優勝に貢献、自身もMVPを受賞した。2011シーズンは7月のシアトル・サウンダーズ戦でアキレス腱断裂の重傷を負ってしまい、14試合の出場に留まった。2012年シーズン終了後、契約満了によりコロラド・ラピッズを退団。
2012年12月、MLSリエントリードラフトにてフィラデルフィア・ユニオンに指名され入団。
2016年1月26日、コロンバス・クルーと契約を結んだ。

### 代表
2001年、U-20代表の一員としてアルゼンチンで開催された2001 FIFAワールドユース選手権に参加した。
2004年3月31日のポーランド戦でA代表初キャップ。2005年7月、自国開催となった2005 CONCACAFゴールドカップに参加したが、初戦のキューバ戦で前十字靭帯断裂の重傷を負ってしまった。長期のリハビリを経て復帰を果たし、FIFAコンフェデレーションズカップ2009に参加した。2009年10月10日、2010 FIFAワールドカップ・北中米カリブ海予選のホンジュラス戦で初ゴールを含む2ゴールを挙げた。

## タイトル
コロラド・ラピッズ
- MLSイースタン・カンファレンス (1): 2010
- MLSカップ (1): 2010

アメリカ合衆国代表
- CONCACAFゴールドカップ (1): 2005

個人
- MLSカップMVP (1): 2010
- MLSベストイレブン (1): 2009